# Banduru Valagerehalli, Channapatna
Banduru Valagerehalli là một làng thuộc tehsil Channapatna, huyện Ramanagara, bang Karnataka, Ấn Độ.